# Firefall

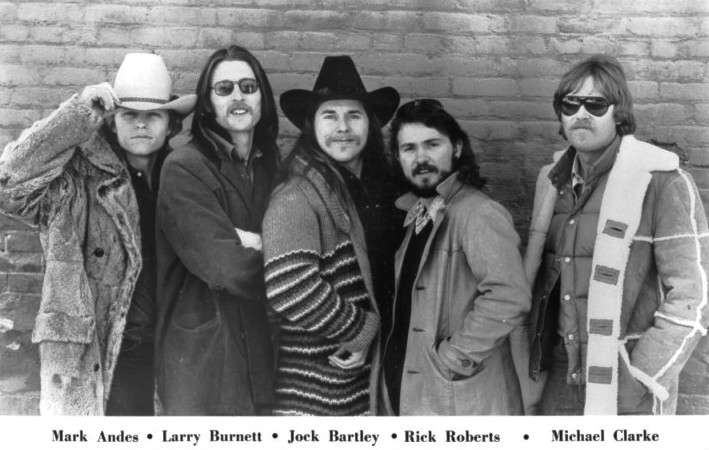
Firefall en 1977

Firefall est un groupe de country rock qui produisit quelques albums fin des années 1970/début 80 dont un hit "You Are the Woman".
Le groupe était composé de l'ex Flying Burrito Brothers Rick Roberts, voix-guitares et principal compositeur de la bande rejoint par l'autre ex-Burrito et ex-Byrds Michael Clarke à la batterie, un ex-Spirit and Jo Jo Gunne (en), le bassiste Mark Andes, un guitariste/chanteur Jock Bartley,un second guitariste/chanteur/songwriter Larry Burnett, et un clavier David Muse. Après trois albums qui marchèrent plutôt bien, le groupe commença à décliner commercialement puis se sépara.
Jock Bartley reforma le groupe en 1994 pour l'album "Messenger".